# Hyloxalus cepedai
Hyloxalus cepedai es una especie de anfibio anuro de la familia Aromobatidae. Esta especie es endémica de Villavicencio en el departamento de Meta de Colombia. Habita en el lado amazónico de la cordillera Oriental. Habita entre la hojarasca de selvas tropicales. Es una especie terrestre y diurna. Las hembras depositan los huevos en la hojarasca y cuando estos eclosionan los machos cargan los renacuajos sobre sus espaldas y los llevan hasta un arroyo para que se desarrollen allí.
Esta especie lleva el nombre en honor a Jorge Cepeda-Pizarro.

## Publicación original
- Morales, 2002 "2000" : Sistemática y biogeografía del grupo trilineatus (Amphibia, Anura, Dendrobatidae, Colostethus), con descripción de once nuevas especies. Publicaciones de la Asociación de Amigos de Doñana, n.º 13, p. 1-59.[2]